# Lepidanthrax disiuncta
Lepidanthrax disiuncta är en tvåvingeart som först beskrevs av Christian Rudolph Wilhelm Wiedemann 1830.  Lepidanthrax disiuncta ingår i släktet Lepidanthrax och familjen svävflugor. Inga underarter finns listade i Catalogue of Life.